# Ibrahim Hassane Mayaki
Ibrahim Assane Mayaki (nacido el 24 de septiembre de 1951) es un político nigerino y Primer Ministro de Níger desde el 27 de noviembre de 1997 al 3 de enero de 2000.

## Cuarta República
Durante el mandato del presidente Ibrahim Baré Maïnassara, quien tomó el poder en un golpe de Estado de enero de 1996, Mayaki fue nombrado viceministro de Cooperación, dependiente del ministro de Relaciones Exteriores, André Salifou, el 23 de agosto de 1996. En diciembre de ese año fue nombrado Ministro de Relaciones Exteriores y Nigerinos en el Extranjero, cargo que ocupó hasta ser nombrado Primer Ministro en noviembre de 1997.

## Quinta República
Cuando el presidente Maïnassara fue derrocado y asesinado en abril de 1999, Mayaki fue reelegido por Daouda Malam Wanké, el líder del golpe, para dirigir el país durante la transición a nuevas elecciones. Dejó el cargo después de que se celebraran las elecciones a finales de año.

### Escándalo político de Estados Unidos
Según el informe del Comité Selecto de Inteligencia del Senado sobre inteligencia de antes de la guerra, Joe Wilson dijo que durante el tiempo de Mayaki en el cargo fue contactado por un empresario que le pidió que se reuniera con una delegación del gobierno de Sadam Huseín en Irak para discutir «ampliando las relaciones comerciales». Mayaki interpretó que eso significaba que querían discutir la venta de óxido de uranio, un recurso natural de Níger, aunque al reunirse con la delegación, el tema del uranio nunca surgió.
Ninguno de los analistas de la CIA, la DIA o el INR dijo que esto daba peso a las afirmaciones de que Irak estaba tratando de obtener uranio de África, y el vicepresidente (que solicitó la información que motivó el viaje de Wilson a Níger) no fue informado sobre el tema. No hay evidencia de que esta afirmación sobre la reunión de una delegación iraquí con Mayaki se haya utilizado para reforzar el caso de la guerra, o que esté relacionada de alguna manera con la afirmación del presidente estadounidense George W. Bush durante su discurso del estado de la Unión en 2003 sobre que «el gobierno británico se enteró de que Saddam Hussein recientemente buscó cantidades significativas de uranio de África», lo que se basó en lo que dicen los británicos en el Informe Butler es una evidencia completamente separada.[cita requerida]

## Carrera posterior
En agosto de 2000, Mayaki creó el Círculo de Análisis de Políticas Públicas (Cercle d'analyse des politiques publiques), un think tank (grupo de expertos) que se centra en las políticas de salud y educación.
Desde 2009, Mayaki ha dirigido la Nueva Alianza para el Desarrollo de África (NEPAD), un organismo de la Unión Africana ubicado en Midrand, Sudáfrica. En 2016, Erik Solheim, presidente del Comité de Ayuda al Desarrollo, lo nombró para formar parte del Panel de Alto Nivel sobre el Futuro del Comité de Ayuda al Desarrollo bajo el liderazgo de Mary Robinson. Más tarde ese mismo año, fue nombrado por el Secretario General de las Naciones Unidas, Ban Ki-moon, para servir como miembro del Grupo de Liderazgo del Movimiento Scaling Up Nutrition.

## Honores
En 2011, Mayaki recibió la medalla de Oficial en la Orden Nacional de Mérito Agrícola, una orden de mérito establecida por el gobierno francés en 1883.
El 7 de noviembre de 2019, Ibrahim Assane Mayaki recibió el título de «Gran Cordón de la Orden del Sol Naciente» por el emperador japonés Naruhito. Esta condecoración, máxima distinción del Estado de Japón, reconoce su contribución a la promoción de las relaciones de amistad entre Japón, Níger y, más ampliamente, la Unión Africana.

## Publicaciones
Además de varios artículos académicos, publicó La Caravane Passe (París, Odilon Média, 1999, 210 p.ISBN 2-84213-029-4), un libro que relata su experiencia política.